# چارلز کوندر
چارلز کوندر (انگلیسی: Charles Conder; ۲۴ اکتبر ۱۸۶۸ – ۹ فوریهٔ ۱۹۰۹) نقاش متولد بریتانیا بود. چارلز یکی از مهاجرانی بود که به سمت استرالیا کوچ نمود و سرانجام در طی سال‌های آینده تبدیل به یکی از افراد کلیدی مکتب هایدلبرگ گردید. کوندر در تاتنهام متولد شد. او دومین فرزند از ۶ فرزند جیمز کوندر، مهندس عمران و ساخت و ساز از همسرش ماری آن آیرز بود. کوندر چند سالی را در هنگام کودکی در هندوستان گذراند تا زمانی که مادرش در سن ۳۱ سالگی و در تاریخ ۱۴ می ۱۸۷۳ در بمبئی درگذشت. پس از آن، کوندر به انگلستان فرستاده شد و در تعدادی از مدارس واقع در ایست‌بورن به تحصیل پرداخت. بعد از گذشت ۱۵ سال و همزمان با ترک مدرسه، تمایلاتی در رابطه با هنر در کوندر شکوفا گردید هر چند پدر وی تصمیم داشت که فرزندش حرفهٔ او را دنبال نماید. در سال ۱۸۸۴ و در سن ۱۶ سالگی، چارلز به سیدنی استرالیا فرستاده شد تا برای عموی خود که یک ملاک و زمیندار در دولت نیو ساوت ولز بود مشغول به کار گردد. از مشهورترین آثار وی می‌توان به تعطیلات در منتون اشاره داشت.

## نگارخانه

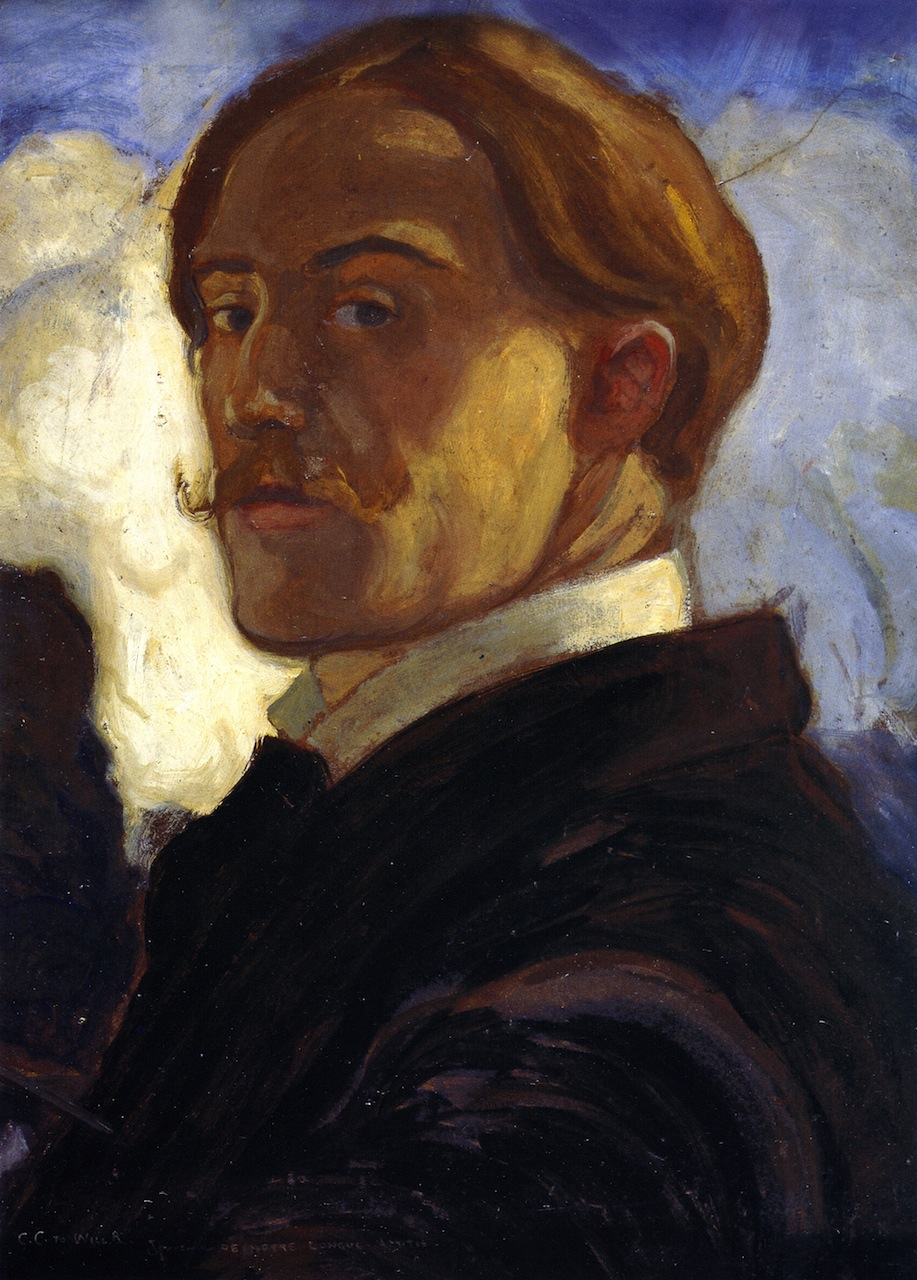
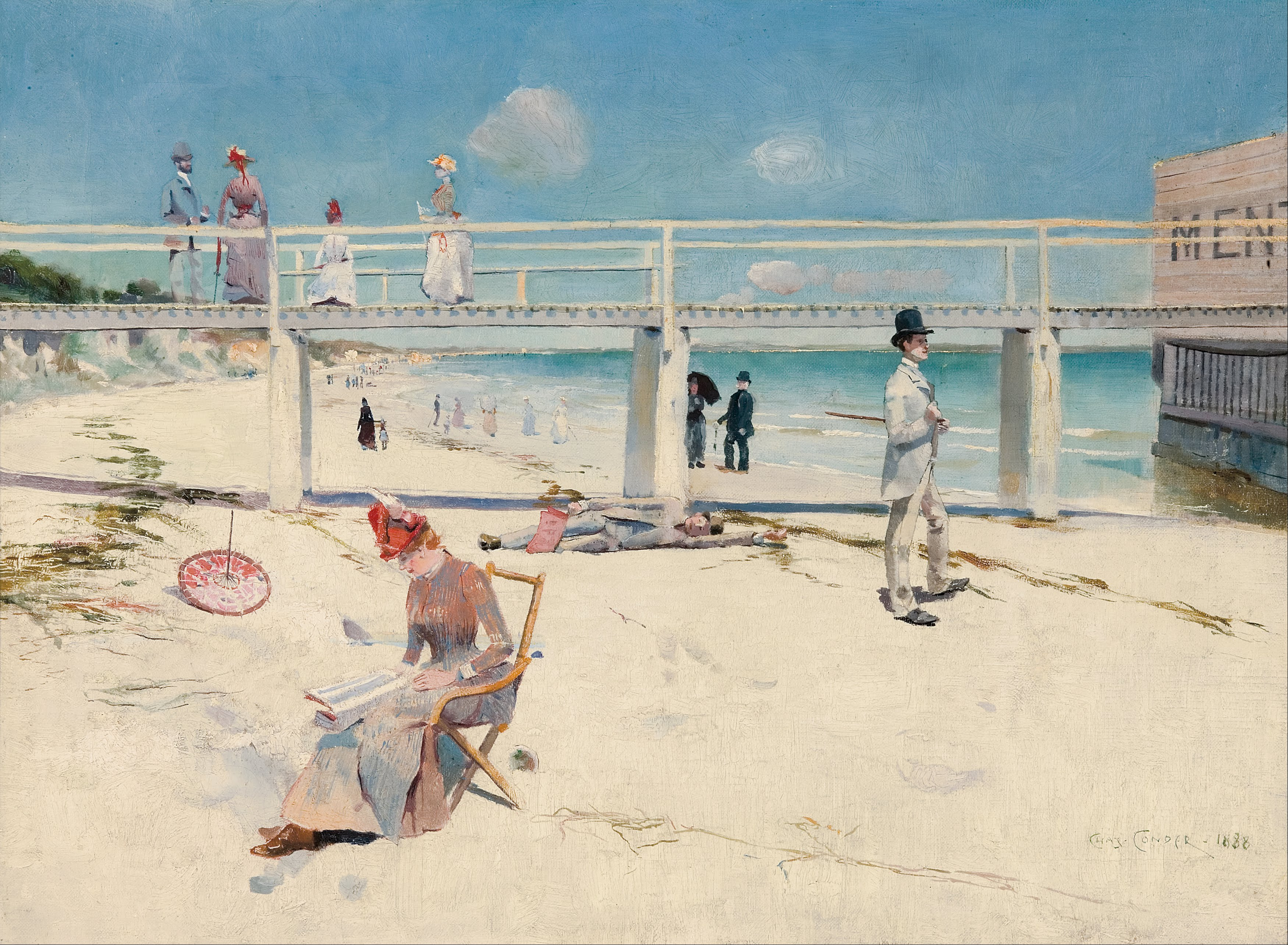
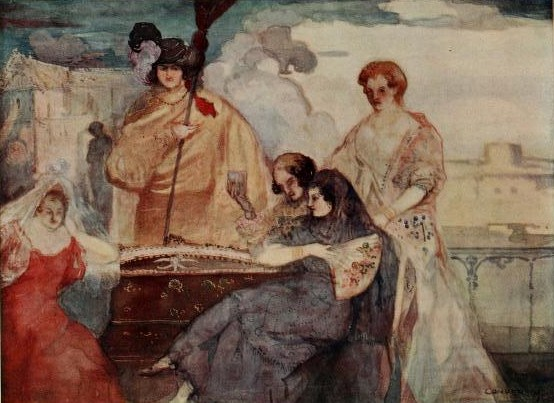
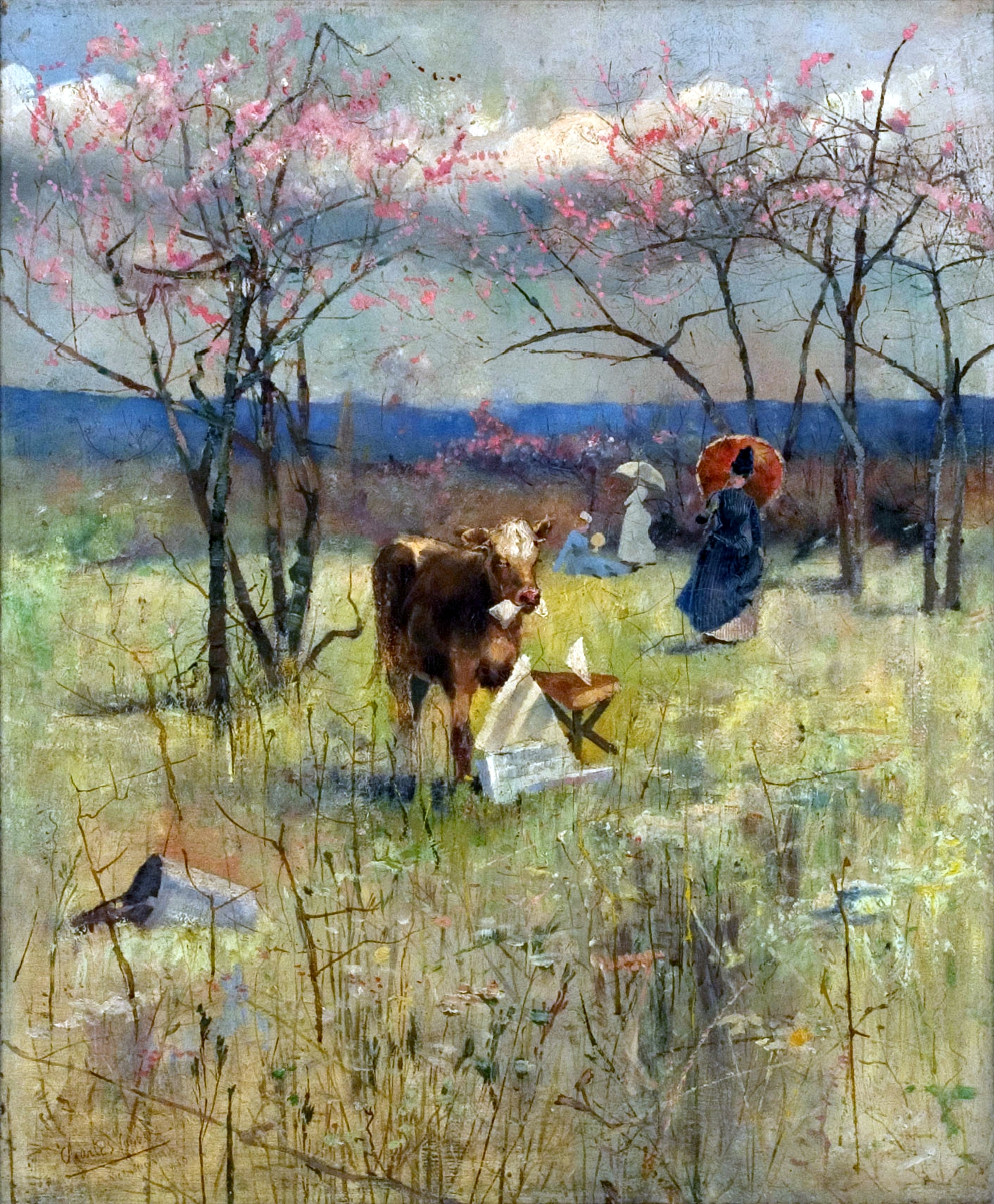